# Djalikatou Diallo
Pour les articles homonymes, voir Diallo.
Zalikatou Diallo, née à Kankan en Haute-Guinée, est une femme politique guinéenne.

## Biographie
Djalikatou a fait ses études en Guinée, du primaire à l’université. 
En 1980, elle obtient le Bac 1 et le Bac 2 en 1981 au lycée 1er Mars.
Elle est orientée pour des cours de médecine à l'université Gamal Abdel Nasser de Conakry et sort major de la 22e promotion de cette université en 1988.

## Parcours professionnel
Apres les études, elle va servir dans la préfecture de Coyah au niveau de la section santé primaire.
Épouse d’un diplomate, elle réside pendant 14 ans hors du pays et profite de l’occasion pour faire des formations en informatique en Libye et en anglais au Nigeria.
De retour en Guinée, elle reprend service à Coyah avant d'être mutée à l’hôpital Donka au service d’endocrinologie et de diabétologie.

## Enseignante
Djalikatou a enseigné la médecine à l’université Kofi-Annan de Guinée.

## Sport
Elle a été directrice des ressources humaines d’Hafia Football Club, secrétaire chargée du développement du football féminin, cumulativement elle fut désignée par la Guinée comme commissaire à la Confédération africaine de football et à la Fédération internationale de football association.
Elle devient vice présidente de la Fédération guinéenne de football, une première pour une femme en Guinée.

## Parcours parlementaire
Djalikatou Diallo était vice-présidente l'Assemblée nationale de la Guinée jusqu'en avril 2021 avant d'être remplacée par Aïssatou Bobo Baldé et elle a représenté la Guinée au parlement panafricain. Elle a été membre du groupe parlementaire des femmes africaines, membre du forum des femmes parlementaires de Guinée.
Elle a été membre du réseau panafricain sur la nutrition et a préside le réseau des parlementaires guinéens sur la nutrition, le VIH/SIDA, la tuberculose et le paludisme avant d'être ministre.

## Ministre
Elle était la ministre de l'Unité nationale et de la Citoyenneté, nommée par décret présidentiel le 29 avril 2021 en remplacement de Mamadou Taran Diallo jusqu'à la dissolution du gouvernement le 5 septembre 2021.